# Bassemat
|  | Aquest article tracta sobre la filla d'Ismael. Si cerqueu la filla de Salomó, vegeu «llista de personatges bíblics». |

Mahalat o Bassemat va ser, segons el llibre del Gènesi, filla d'Ismael, primogènit del patriarca Abraham. Va ser una de les esposes d'Esaú, germà del patriarca Jacob. Mahalat era filla d'Ismael i d'una egípcia anomenada Ribah o Meribah. Vivia a Paran.
Un dia, el seu cosí Esaú va arribar a casa seva i va demanar Mahalat al seu pare Ismael. Esaú ja s'havia casat dues vegades amb dones hitites però volia unir-se a una familiar seva, ja que les altres dones no eren ben vistes per la seva família. Van tenir un fill, anomenat Reuel.
Al Gènesi, la filla d'Ismael i esposa d'Esaú és primerament anomenada Mahalat però posteriorment l'anomena Bassemat. En canvi, prèviament havia anomenat Bassemat a una de les seves esposes hitites (o cananees), que posteriorment anomena Adà. Alguns estudiosos opinen que el nom original de la tercera esposa devia ser Bassemat però que el seu espòs Esaú li canvià el nom a Mahalat, ja que el nom de Bassemat l'havia donat ja a la seva esposa Adà. Es creu que el fet de canviar el nom de les seves esposes hitites era una manera de calmar els ànims dels seus pares, que no aprovaven aquestes unions amb dones de procedència diferent a la seva.